# François Macé
François Macé (2 februari 1955) is een Frans bankier.
Macé kreeg een opleiding als landbouwingenieur, economist en jurist, onder meer aan de Universiteit van Toulouse. Hij trad in 1983 toe tot de coöperatieve Groep Crédit Agricole de France, waar hij meerdere functies bekleedde op verschillende niveaus en afdelingen. Het Crédit Agricole overkoepelt 39 regionale coöperaties.
In 2004 en 2010 werd hij benoemd tot directeur-generaal van het CA in de regio Charente-Périgord respectievelijk in de Champagne-Bourgogne. Sinds februari 2012 is hij directeur-generaal van het Crédit Agricole du Nord, de tweede grootste coöperatie binnen het CA.
In België is hij bekend als voorzitter van de raad van bestuur van het Landbouwkrediet/Crédit Agricole, dat sinds 2003 voor de helft in de handen is van het Franse Crédit Agricole. In 2011 kocht het Landbouwkrediet de Belgische bank Centea. Vanaf 1 april 2013 gaat beiden verder onder de naam Crelan. De voorzitter van het directiecomité in België is Luc Versele.